# Michelle Richardson
 (janvier 2025).
Si vous disposez d'ouvrages ou d'articles de référence ou si vous connaissez des sites web de qualité traitant du thème abordé ici, merci de compléter l'article en donnant les références utiles à sa vérifiabilité et en les liant à la section « Notes et références ».
Michelle Richardson est un personnage fictif de la série télévisée britannique Skins (2007-2013) interprété par April Pearson.

## Biographie du personnage
Michelle Richardson est la jolie fille de la bande. Gentille, belle, bonne élève, naïve, elle est aussi très amoureuse de son copain, Tony Stonem, qui l'utilise, la manipule, la trompe et se moque ouvertement d'elle en la surnommant Nib (Nips en VO) apparemment à cause de ses seins asymétriques. Elle finit généralement par s'en rendre compte, ce qui provoque de grosses disputes mais elle lui pardonne à chaque fois. Elle semble être la seule à avoir de véritables sentiments. Cependant vers le milieu de la première saison, Michelle, à bout, quitte Tony. Elle rencontre Josh Stock, qui est le frère d'Abigail, la fille avec qui Tony la trompe. Mais cette relation se termine par un énorme quiproquo mis en place par Tony. C'est à la fin de la première saison que les sentiments de Tony envers Michelle se confirment réellement. Anna, sa mère, recherche désespérément l'amour et est mariée pour la sixième fois à un homme que Michelle n'apprécie pas. Malgré des désaccords et des disputes, Michelle reste très complice avec sa mère, qu'elle aime profondément (on le remarque surtout dans la saison 2 après le divorce de sa mère et son septième remariage). Sa meilleure amie est Jal Fazer, qui est toujours là pour la soutenir ou l'aider à faire les bons choix. Son meilleur ami, Sid Jenkins, est désespérément amoureux d'elle mais c'est également le meilleur ami de Tony, son futur ex-petit copain. Elle s'en rendra compte mais n'y fait pas particulièrement attention. Michelle a aussi tendance à se focaliser sur ses problèmes au détriment de ceux des autres, auxquels elle accorde sensiblement moins d'attention. Par exemple, quand Jal veut lui dévoiler sa grossesse non-désirée au cours de la deuxième saison, elle ne veut parler qu'en espagnol jusqu'à l'épreuve du A-level (équivalent anglais du baccalauréat en France) et Jal ne peut pas en placer une car elle est trop occupée à parler de ses problèmes avec Tony. 
Michelle reste, malgré ça, une amie fidèle.

## Histoire du personnage

### Dans la saison 1
C'est dans cette saison que l'on découvre le dévouement de Michelle à Tony et son amour profond. On la voit naïve mais elle possède quand même un caractère fort. Dans l'épisode 7, s'apercevant enfin que Tony se moque d'elle, elle le quitte et aspire à être heureuse avec Josh, ce que Tony n'approuve pas et s'empresse de détruire. On découvre que Michelle est très sensible.

### Dans la saison 2
C'est dans cette saison que Michelle s'affirme vraiment, elle n'est plus avec Tony et se permet donc d'avoir d'autres petits amis; Sid notamment, ce que Tony n'apprécie guère à son réveil. Michelle n'aime pas sincèrement Sid, elle le pense simplement, mais elle a vraiment besoin de se sentir aimée. Elle est toujours folle amoureuse de Tony, de qui elle est séparée définitivement et va passer à l'université. Dans le dernier épisode, elle se rappelle avec Tony tout ce qu'ils ont vécu ensemble, ce qui les touche tous deux énormément ! 